# Jérémy Rencurel
Jérémy Rencurel, né le 13 avril 1995 à Beaumont-sur-Oise, est un coureur cycliste français, spécialiste du Bicycle motocross (BMX). 

## Biographie
Qualifié pour les Jeux olympiques de 2016 à Rio de Janeiro. Il termine vingt-deuxième du tour chronométré en qualifications. En quarts de finale, il est quatrième après deux manches. Toutefois lors de la troisième manche, il manque de lucidité puisqu'alors il occupe la quatrième place de la manche, il se voit être dépassé et décide de regagner sa quatrième place, mais chute dans le dernier virage et est éliminé à l'instar de ses deux compatriotes Joris Daudet et Amidou Mir (tous deux sur chute).

## Palmarès

### Jeux olympiques
- Rio de Janeiro 2016
  - Éliminé en 1/4 de finale du BMX

### Championnats du monde
- Auckland 2013
  -  Médaillé de bronze du BMX juniors
- Medellin 2016
  - 4e du BMX
- Glasgow 2023
  - 5e du BMX

### Coupe du monde
- 2016 : 31e du classement général
- 2017 : 14e du classement général
- 2018 : 18e du classement général
- 2019 : 4e du classement général
- 2020 : 10e du classement général
- 2022 : 5e du classement général
- 2023 : 7e du classement général
- 2024 : 9e du classement général

### Championnats d'Europe
- Besançon 2023
  -  Médaillé d'argent du BMX

### Coupe d'Europe
- 2019 : 5e du classement général

### Championnats de France
- 2017
  - 2e du contre-la-montre en BMX
- 2022
  - 2e du BMX
- 2023
  - 3e du BMX